# Cottévrard
Cottévrard és un municipi francès situat al departament del Sena Marítim i a la regió de Normandia. L'any 2007 tenia 374 habitants.

## Demografia

### Població
El 2007 la població de fet de Cottévrard era de 374 persones. Hi havia 136 famílies de les quals 20 eren unipersonals (12 homes vivint sols i 8 dones vivint soles), 54 parelles sense fills, 58 parelles amb fills i 4 famílies monoparentals amb fills.
La població ha evolucionat segons el següent gràfic:
Habitants censats

### Habitatges
El 2007 hi havia 144 habitatges, 139 eren l'habitatge principal de la família, 1 era una segona residència i 3 estaven desocupats. Tots els 144 habitatges eren cases. Dels 139 habitatges principals, 123 estaven ocupats pels seus propietaris, 15 estaven llogats i ocupats pels llogaters i 2 estaven cedits a títol gratuït; 5 tenien dues cambres, 12 en tenien tres, 30 en tenien quatre i 92 en tenien cinc o més. 121 habitatges disposaven pel capbaix d'una plaça de pàrquing. A 42 habitatges hi havia un automòbil i a 93 n'hi havia dos o més.

### Piràmide de població
La piràmide de població per edats i sexe el 2009 era:
| Homes | Edats   | Dones |
| ----- | ------- | ----- |
| 0     | 95 o +  | 0     |
| 0     | 90 a 94 | 0     |
| 4     | 85 a 89 | 4     |
| 0     | 80 a 84 | 4     |
| 4     | 75 a 79 | 0     |
| 8     | 70 a 74 | 4     |
| 12    | 65 a 69 | 4     |
| 8     | 60 a 64 | 8     |
| 4     | 55 a 59 | 0     |
| 12    | 50 a 54 | 8     |
| 24    | 45 a 49 | 8     |
| 16    | 40 a 44 | 32    |
| 4     | 35 a 39 | 8     |
| 20    | 30 a 34 | 12    |
| 4     | 25 a 29 | 20    |
| 20    | 20 a 24 | 8     |
| 16    | 15 a 19 | 8     |
| 8     | 10 a 14 | 16    |
| 4     | 5 a 9   | 16    |
| 12    | 0 a 4   | 8     |

## Economia
El 2007 la població en edat de treballar era de 255 persones, 194 eren actives i 61 eren inactives. De les 194 persones actives 182 estaven ocupades (100 homes i 82 dones) i 13 estaven aturades (6 homes i 7 dones). De les 61 persones inactives 33 estaven jubilades, 16 estaven estudiant i 12 estaven classificades com a «altres inactius».

### Ingressos
El 2009 a Cottévrard hi havia 144 unitats fiscals que integraven 403,5 persones, la mediana anual d'ingressos fiscals per persona era de 17.046 €.

### Activitats econòmiques
Dels 14 establiments que hi havia el 2007, 5 eren d'empreses de construcció, 2 d'empreses de comerç i reparació d'automòbils, 3 d'empreses de transport, 1 d'una empresa immobiliària, 2 d'empreses de serveis i 1 d'una entitat de l'administració pública.
Dels 4 establiments de servei als particulars que hi havia el 2009, 1 era un paleta, 1 guixaire pintor, 1 lampisteria i 1 empresa de construcció.
L'únic establiment comercial que hi havia el 2009 era una floristeria.
L'any 2000 a Cottévrard hi havia 9 explotacions agrícoles que ocupaven un total de 760 hectàrees.

## Equipaments sanitaris i escolars
El 2009 hi havia una escola elemental integrada dins d'un grup escolar amb les comunes properes formant una escola dispersa.

## Poblacions més properes
El següent diagrama mostra les poblacions més properes.